# Introduce Me

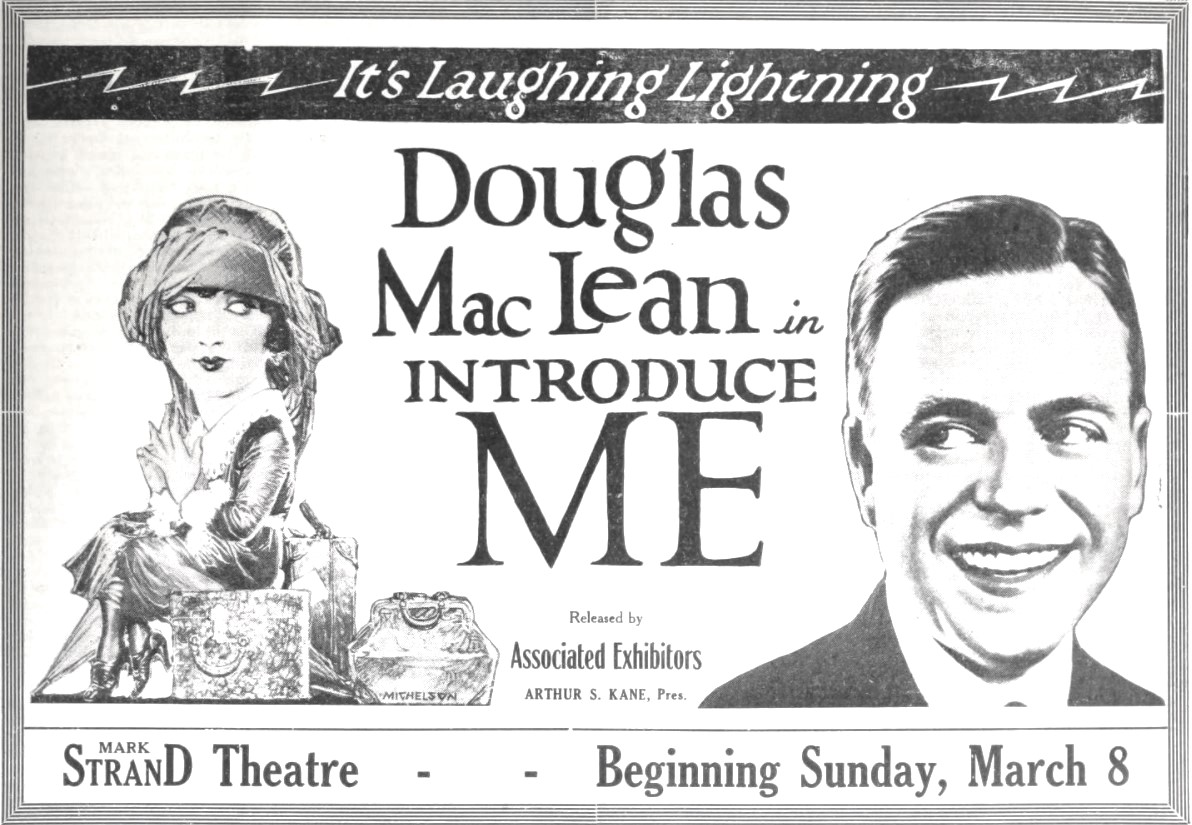
Annonce pour le film.

Introduce Me est un film muet américain réalisé par George J. Crone et sorti en 1925.

## Synopsis

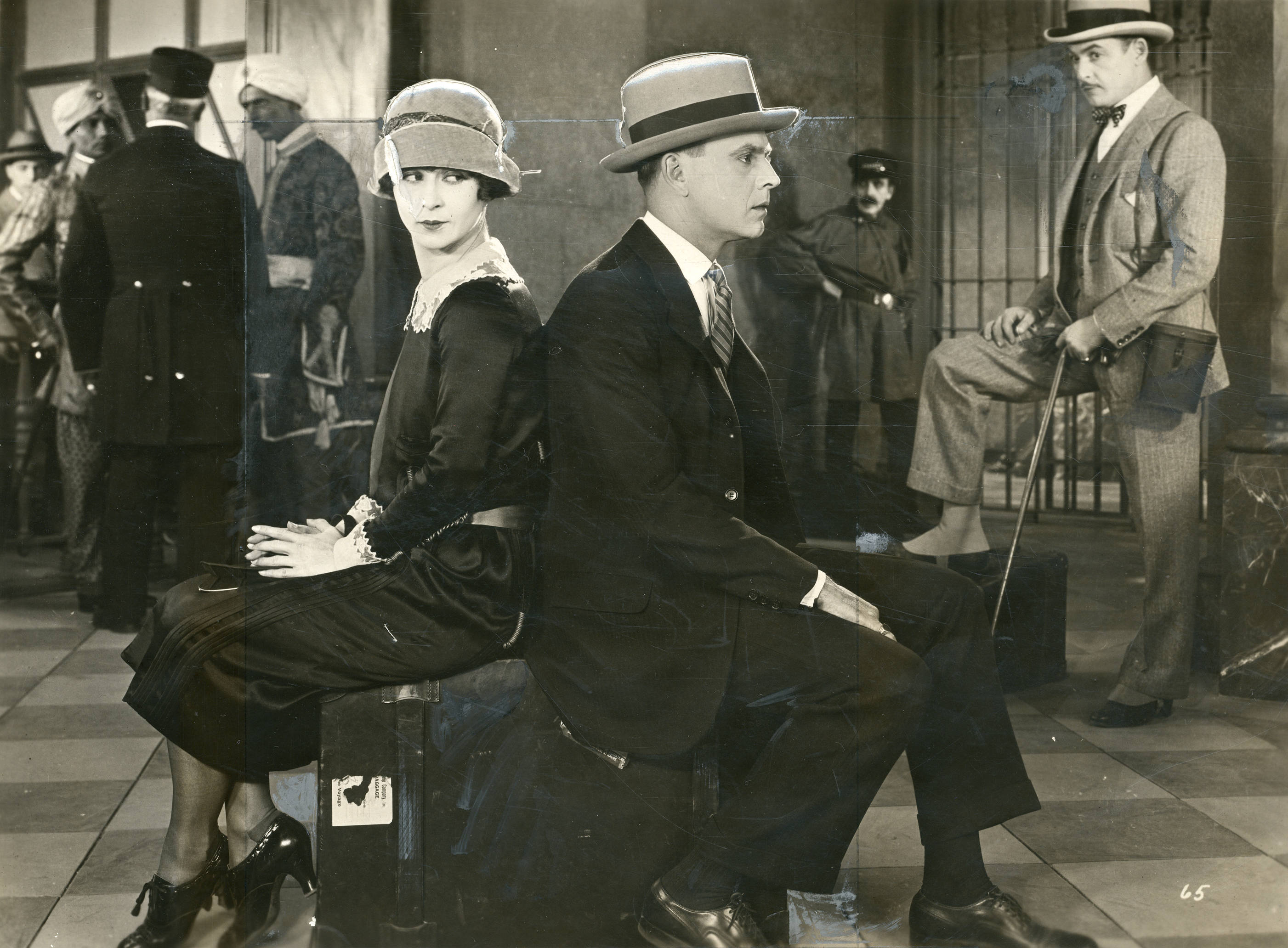
Une scène du film.

Jimmy tombe amoureux de Betty, rencontrée dans une gare lors d'un voyage en France. Betty lui préfère cependant son ami Algy. Jimmy vole un billet pour monter dans le train et ils partent ensemble pour la Suisse. Là, Jimmy est confondu avec le fameux alpiniste Roberts. Betty lui est présentée, et elle croit que Jimmy est l'alpiniste célèbre. Le vrai Roberts apparaît alors, et Jimmy découvre qu'il est l'homme dont il a volé les billets. Roberts est en colère et déclare que Jimmy doit gravir la plus haute montagne de la région, faut de quoi il le dénoncera comme un voleur. Jimmy commence à grimper et un ours le poursuit jusqu'au sommet. En descendant, il roule une partie du chemin et crée une boule de neige géante. Il finira par se fiancer avec Betty.

## Fiche technique
- Réalisatiion : George J. Crone
- Scénario : Raymond Cannon d'après une histoire de Wade Boteler
- Producteur : Douglas MacLean
- Photographie : Jack MacKenzie, Paul Perry
- Genre : Comédie[2]
- Distributeur : Associated Exhibitors[3]
- Durée : 70 minutes (7 bobines)[4]
- Pays :  États-Unis
- Date de sortie : 
  - États-Unis : 15 mars 1925

## Distribution

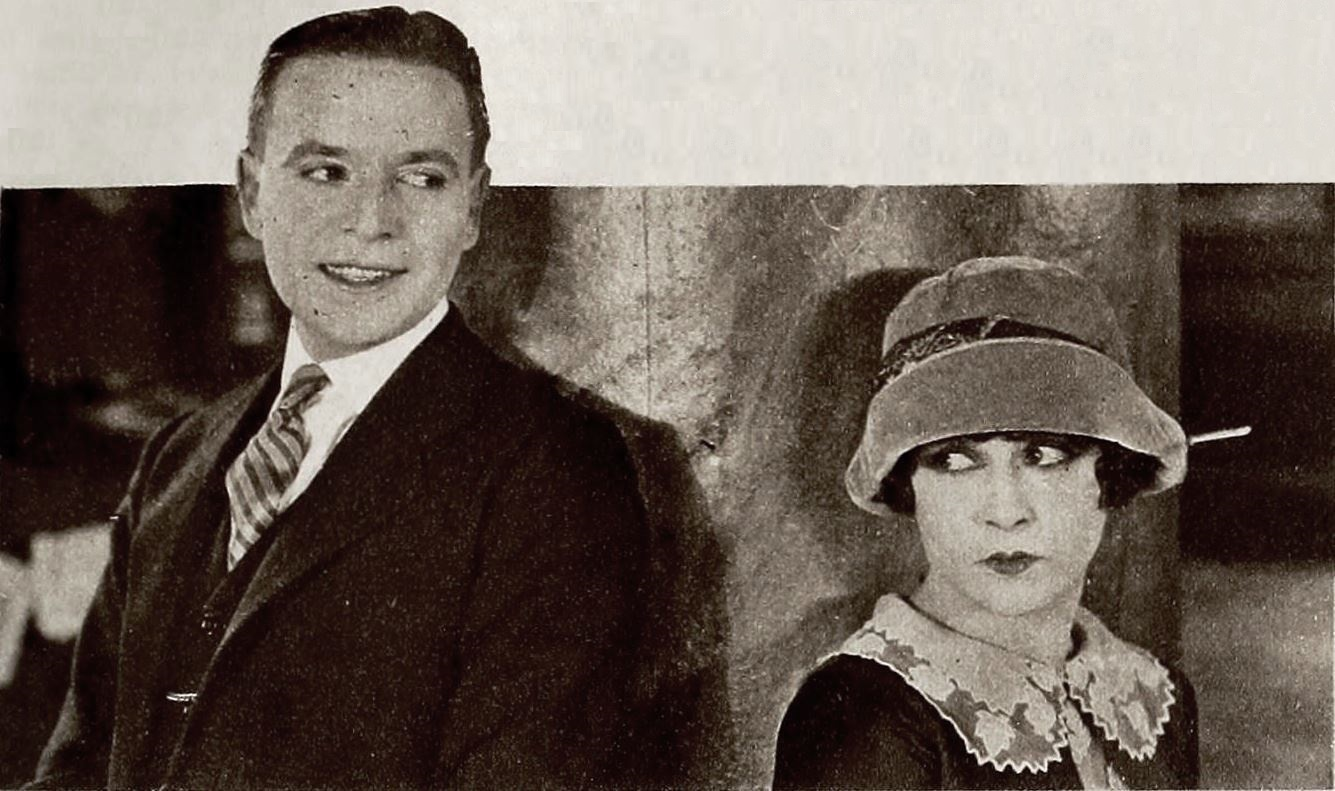
Douglas MacLean et Anne Cornwall dans une scène du film.

- Douglas MacLean : Jimmy Clark
- Robert Ober : Algy Baker
- E. J. Ratcliffe : John Perry
- Anne Cornwall : Betty Perry
- Lee Shumway : J. K. Roberts
- Wade Boteler : Bruno